# Nimboa macroptera
Nimboa macroptera is een insect uit de familie van de dwerggaasvliegen (Coniopterygidae), die tot de orde netvleugeligen (Neuroptera) behoort. 
De wetenschappelijke naam Nimboa macroptera is voor het eerst geldig gepubliceerd door H. Aspöck & U. Aspöck in 1965.